# Ітон Тауншип (округ Вайомінг, Пенсільванія)
Ітон Тауншип (англ. Eaton Township) — селище (англ. township) в США, в окрузі Вайомінг штату Пенсільванія. Населення — 1435 осіб (2020).

## Демографія
Згідно з переписом 2010 року, у селищі мешкало 1519 осіб у 630 домогосподарствах у складі 437 родин. Було 774 помешкання
Расовий склад населення:
| - 98,0 % — білих - 0,6 % — чорних або афроамериканців - 0,3 % — азіатів - 0,2 % — корінних американців |

До двох чи більше рас належало 0,7 %. Частка іспаномовних становила 0,3 % від усіх жителів.
За віковим діапазоном населення розподілялося таким чином: 19,0 % — особи молодші 18 років, 59,6 % — особи у віці 18—64 років, 21,4 % — особи у віці 65 років та старші. Медіана віку мешканця становила 47,3 року. На 100 осіб жіночої статі у селищі припадало 97,8 чоловіків;  на 100 жінок у віці від 18 років та старших — 95,2 чоловіків також старших 18 років.
Середній дохід на одне домашнє господарство  становив 71 628 доларів США (медіана — 50 208), а середній дохід на одну сім'ю — 90 206 доларів (медіана — 65 313). Медіана доходів становила 42 938 доларів для чоловіків та 34 643 долари для жінок. За межею бідності перебувало 11,6 % осіб, у тому числі 21,2 % дітей у віці до 18 років та 4,2 % осіб у віці 65 років та старших.
Цивільне працевлаштоване населення становило 680 осіб. Основні галузі зайнятості: освіта, охорона здоров'я та соціальна допомога — 17,9 %, роздрібна торгівля — 15,7 %, виробництво — 13,4 %, транспорт — 11,5 %.